# Андији ан Басињи
Андији ан Басињи (фр. Andilly-en-Bassigny) насеље је и општина у североисточној Француској у региону Шампања-Ардени, у департману Горња Марна која припада префектури Лангр.
По подацима из 2011. године у општини је живело 115 становника, а густина насељености је износила 13,66 становника/km². Општина се простире на површини од 8,42 km². Налази се на средњој надморској висини од 350 метара.

## Демографија
| 1962. | 1968. | 1975. | 1982. | 1990. | 1999. | 2011. |
| ----- | ----- | ----- | ----- | ----- | ----- | ----- |
| 147   | 182   | 128   | 128   | 112   | 104   | 115   |

График промене броја становника у току последњих година